# Десимир Жижовић Буин
Десимир Жижовић Буин (Горњи Бранетићи, 23. април 1920 — Горњи Бранетићи, 6. децембар 1996) био је српски сликар и стрип цртач. Осим стрипа, бавио се и сликарством и вајарством. Најпознатији је као аутор стрипа Мирко и Славко.
Носио је надимак „Буин“ као и његов отац. Био је познат као боем и шаљивџија, омиљен у кафанској и културној јавности Горњег Милановца.

## Младост
Завршио четири разреда основне школе у родним Горњим Бранетићима. Био је самоуки цртач, сликар, вајар и дизајнер. У свом окружењу остао је упамћен и као врстан мајстор седам заната: колар, ковач, калдрмџија, зидар, столар, опанчар и клесар.

## Други светски рат
Након Немачке инвазије и окупације Југославије приступа Четничким одредима Југословенске војске. У саставу Таковског одреда под командом Звонка Вучковића учествује у ослобођењу Горњег Милановца септембра 1941. године. Касније прелази у Врховну команду ЈВУО код академика Драгише Васића где је радио као илустратор за листове Млади Равногорац и Равногорски борац (лист који је уређивао Драгиша Васић). Претпоставља се да је Буин једини припадник Васићевог штаба који је преживео крај рата. Након доласка Црвене армије у Србију у јесен 1944. године четничка главнина прелази у Босну док Буин остаје Србији где га мобилишу партизани. Учествовао је у страховитим биткама на Сремском фронту 1944/45. године.
По једној анегдоти, након заробљавања првог тенка од Немаца (у акцији коју су заједно извели партизани и четници), на тенку је са једне стране нацртао грб краљевине Југославије, а са друге звезду петокраку.

## Стрипови
У почетку је био илустратор и аутор свих стрипова у Дечјим новинама из Горњег Милановца, све до 1959. У том периоду Десимир Жижовић је нацртао стрипове Краљевић Марко и Муса Кесеџија, по српској епској песми, Немушти језик, Магелан, Рудничка офанзива, Последњи осветник, Пустоловине певца Пеце, Пијуко Пецин брат и оно што је најважније, у 23. броју од 25. новембра 1958. започео стрип Никад робом из којег ће израсти популарна едиција истог имена, и два најпопуларнија јунака српског и југословенског стрипа Мирко и Славко. 
Стрипови о Мирку и Славку, са својих 450 епизода, су преведени на све светске језике, чак и на кинески.
Према једној изјави Десимира Жижовића, Мирко и Славко су настали по узору на графике Ђорђа Андрејевића - Куна.
По узору на стрип, 1973. је снимљен и филм Мирко и Славко, у режији Бранимира Торија Јанковића.

## Остали радови
Као каменорезац израдио стотине спомен-плоча и спомен-чесми (крајпуташи Слободану Пенезићу Крцуну и Светолику Лазаревићу). Аутор је „Брке” за шљивовицу „Такова”.

## Контроверзе
- Аутор стрипа о партизанским куририма претходно је радио илустрације за лист Млади Равногорац.
- Мирко и Славко су у свакој епизоди убијали доста Немаца, али ни у једној епизоди нису убили неког четника.